# 山田正雄
山田 正雄（やまだ まさお、1912年〈大正元年〉11月6日 - 2006年〈平成18年〉2月8日）は、日本の旧内務官僚、陸上自衛官。

## 略歴
静岡県焼津市出身。静岡高等学校を経て東京帝国大学法学部を卒業。内務省入省後は秋田県警察部長、岐阜、埼玉の両警察長を務めた後、警察予備隊に発足直後の1950年12月から籍をおいた。GHQが戦後に行なった高級公務員の再試験でトップの成績をおさめたという。
陸上自衛隊では第3師団長、陸上幕僚副長、東部方面総監等の要職を歴任し、第8代陸上幕僚長に就任。陸幕長を2年余り努め、退官。退官後は防衛研修所（現・防衛研究所）所長に就任した。

## 年譜
- 1936年（昭和11年）3月：東京帝国大学法学部卒業、内務省入省
- 1946年（昭和21年）7月13日：秋田県警察部長
- 1948年（昭和23年）3月7日：岐阜県警察長[2]
- 1950年（昭和25年）
  - 4月15日：埼玉県警察長[3]
  - 11月15日：願に依り免官[4]
  - 12月5日：警察予備隊に入隊（1等警察正）[5]
  - 12月29日：警察予備隊総隊総監部人事部長
- 1952年（昭和27年）8月1日：第一幕僚監部第1部長
- 1953年（昭和28年）2月1日：保安監補に昇任
- 1954年（昭和29年）7月1日：陸上幕僚監部第2部長（陸将補）
- 1959年（昭和34年）8月1日：陸将に昇任、第6管区総監（現・第6師団長）に就任
- 1962年（昭和37年）8月1日：第3師団長に就任
- 1964年（昭和39年）3月16日：陸上幕僚監部第5部長
- 1965年（昭和40年）1月29日：陸上幕僚副長
- 1966年（昭和41年）4月30日：東部方面総監に就任
- 1968年（昭和43年）3月14日：第8代 陸上幕僚長に就任
- 1970年（昭和45年）
  - 7月1日：退官。
  - 10月1日：防衛庁教官に任命され、第7代 防衛研修所（現・防衛研究所）所長に就任[6]
- 1972年（昭和47年）6月20日：退職[7]
- 1983年（昭和58年）4月29日：勲二等旭日重光章受章[8]
- 2006年（平成18年）2月8日：肝臓がんのため逝去（93歳没）[9]。叙・従三位[10]

## 栄典
- 勲二等旭日重光章：1983年（昭和58年）4月29日